# Cestum veneris
El cinturón de Venus (Cestum veneris) es una especie de ctenóforo tentaculado de la familia Cestidae.

## Descripción
Es un animal bioluminiscente. Presenta el cuerpo muy comprimido, largo y en forma de cinta. Alcanza una longitud de hasta 1,5 m y 8 cm de ancho. La coloración de los adultos varía entre verde azulado a azul fosforescente y la de los viejos es violeta brillante, en cambio los ejemplares pequeños son transparentes. Su aspecto es similar al de Velamen parallelum.

## Distribución y hábitat
Su distribución es circumtropical, encontrándose en aguas cálidas de todo el mundo.

## Comportamiento
Es capaz de nadar mediante movimientos serpenteantes. Se alimenta de plancton que recoge con toda su superficie corporal.